# Lane, South Carolina
Lane är en kommun (town) i Williamsburg County i South Carolina. Vid 2010 års folkräkning hade Lane 508 invånare.